# Frosthardr
Frosthardr es una banda cristiana de Unblack metal formada en 1997. La banda toca un black metal crudo influenciado ocasionalmente por el punk.
Las letras de la banda están escritas desde una perspectiva cristiana.

## Biografía

### 1997-2003
La idea de formar la banda surgió en enero de 1997 cuando Jokull (Daniel Ravn Fufjord) paseaba durante una noche con una fuerte ventisca. Durante aquella noche Jokull pensó en formar una banda de Metal Extremo con influencias de Black metal.
En marzo de ese mismo año Jokull reunió a varios amigos y comenzó a componer canciones de Metal Extremo. En sus inicios Dr.E era el vocalista de la banda mientras que Jokull tocaba el bajo. Durante los dos años y medio siguientes la banda estuvo buscando más miembros a través de audiciones pero pese a que mucha gente se presentó, la banda no logró encontrar los perfiles que buscaban.
Pero la situación cambió en 2001. Un buen amigo de Jokull y Dr.E, conocido como Savn (Pål Dæhlen), que tocaba la batería decidió improvisar con ellos. Las buenas impresiones les impulsaron en el verano de ese mismo año a grabar una demo de dos canciones llamada Necrodisaster. Durante la grabación de esta demo Savn fue el batería, Dr.E el guitarrista y Jokull ejerció de bajista, vocalista y segundo guitarrista. La banda llegó incluso a tocar en directo con 3 miembros en algunos cumpleaños de amigos cercanos al grupo.
En enero de 2002 Ozol (Oddmund) se unió al grupo para ser el bajista.
La banda estaba preparada para llevar su congelado y crudo sonido al mundo. La demo Necrodisaster fue lanzada en marzo de 2002 y lograron dar su primer concierto serio en el evento Askim Metal Night junto a bandas como Drottnar, Bleedience, Mondo Revolver y Questor. Más tarde, en el verano de ese mismo año, la banda tocó en el DP-Arts & Music festival en Blaker, Noruega, junto a otras 50 bandas.

### 2003-2007
Mientras escribían nuevas canciones, durante 2003, la banda tuvo la oportunidad de tocar en el Destructionfest en Londres, y en el Nordicfest en Oslo antes de meterse en el estudio para grabar su primer EP, Maktesløs.
El EP fue grabado durante el invierno de 2003, dándole un toque helado extra.
El EP fue lanzado en marzo de 2004 a través de la discográfica Momentum Scandinavia.
También en marzo de 2004 la banda se unió a sus amigos de la banda Drottnar, para realizar un pequeño tour en Suiza y la República Checa, incluyendo una aparición en el festival Elements of Rock. Después tocaron en el evento Metalafton in Alings's en abril, y en un par de conciertos en diciembre de 2004. Durante los inicios de 2005 la banda realizó un pequeño tour con la banda holandesa Slechtvalk. 
Frosthardr empezó a grabar nuevo material en 2006 para su siguiente EP, que sería titulado Varg.

### 2007-actualidad
Ya en abril de 2007 la banda lanza su segundo EP, Varg, y logra tocar en el Cornerstone Festival. Tras su experiencia en el festival la banda realiza una aparición en el documental Murder Music: A History of Black Metal. En dicho documental Jokull afirmó que "es difícil encontrar gente que le guste este tipo de música y comparta nuestro punto de vista, el punto de vista cristiano". En 2008 la banda aparece también en el documental Light in Darkness – Nemesis Divina, un documental que trata sobre la escena del, comúnmente visto como un concepto paradójico, Black metal Cristiano. El documental fue producido por Stefan Rydehed, cuyo trabajo previo había sido sobre conocida banda de Black metal Mayhem. Actualmente la banda se encuentra trabajando en el que será su primer álbum.

## Estilo
Frosthardr toca un Black metal crudo e influenciado en ocasiones por el Punk. Las letras de la banda son escritas desde un punto de vista cristiano y tratan temas como la muerte, la escarcha, el frío o la espiritualidad. 
Al ser una banda que tiene un punto de vista cristiano se les suele reconocer bajo el género conocido como Unblack metal.

## Discografía
- Necrodisaster (demo, 2002)
- Maktesløs (EP, 2004)
- Varg (EP, 2007)

## Miembros
- Jokull (1997-actualidad) - Vocalista, guitarrista.
- Dr. E (1997-actualidad) - Guitarrista, vocalista secundario.
- Ozol (2002-actualidad) - Bajo
- Savn (2001-actualidad) - Batería